# Sénia de l'Enriqueta
La Sénia de l'Enriqueta és un conjunt agrícola a les Sénies, a l'altre costat del riu Ebre, a tocar de l'encreuament de camins del Pas de l'Ase, del Barranc de Roianos i del Pas de la Barca. al terme municipal de Garcia (Ribera d'Ebre) inclòs a l'Inventari del Patrimoni Arquitectònic de Catalunya.
Conjunt format per un mas i una capella envoltats per un baluard. El mas està constituït per dos volums adossats de planta baixa, pis i golfes i la coberta a dues vessants amb el carener paral·lel a la façana. El volum principal és de més alçada que l'altre, havent-se alçat la coberta amb totxo. Les obertures dels dos primers nivells, inclòs el portal d'accés, són d'arc pla arrebossat, mentre que les de les golfes són d'arc rebaixat arrebossat. El mateix nivell del segon volum s'obre amb una gran galeria de dos pòrtics rectangulars. El ràfec està decorat amb una imbricació de teula i rajola ceràmica. Al segon volum hi ha adossat un annex agrícola, des del qual comença un baluard que segueix el camí, on hi ha adossada una petita capella, encarada cap a la casa. És de planta rectangular amb absis no marcat en planta, i estava coberta amb volta de canó, havent quedat aquesta enderrocada. Al centre de la nau s'observen les restes d'un arc toral suportat sobre una cornisa i pilastres, i a la part de l'absis
un altar-retaule amb fornícula custodiat amb columnes i pilastres de capitells jònics. S'hi accedeix per un portal d'arc carpanell, damunt del qual hi ha un òcul i un campanar d'espadanya d'un sol ull quadrangular rematat amb una creu. El parament dels murs del mas és de tàpia i pedra irregular, mentre que el de la capella és de pedra lligada amb morter, on s'hi conserven restes de l'arrebossat original. Davant la façana del mas s'hi conserva una sénia.